# Franciszek Wieden

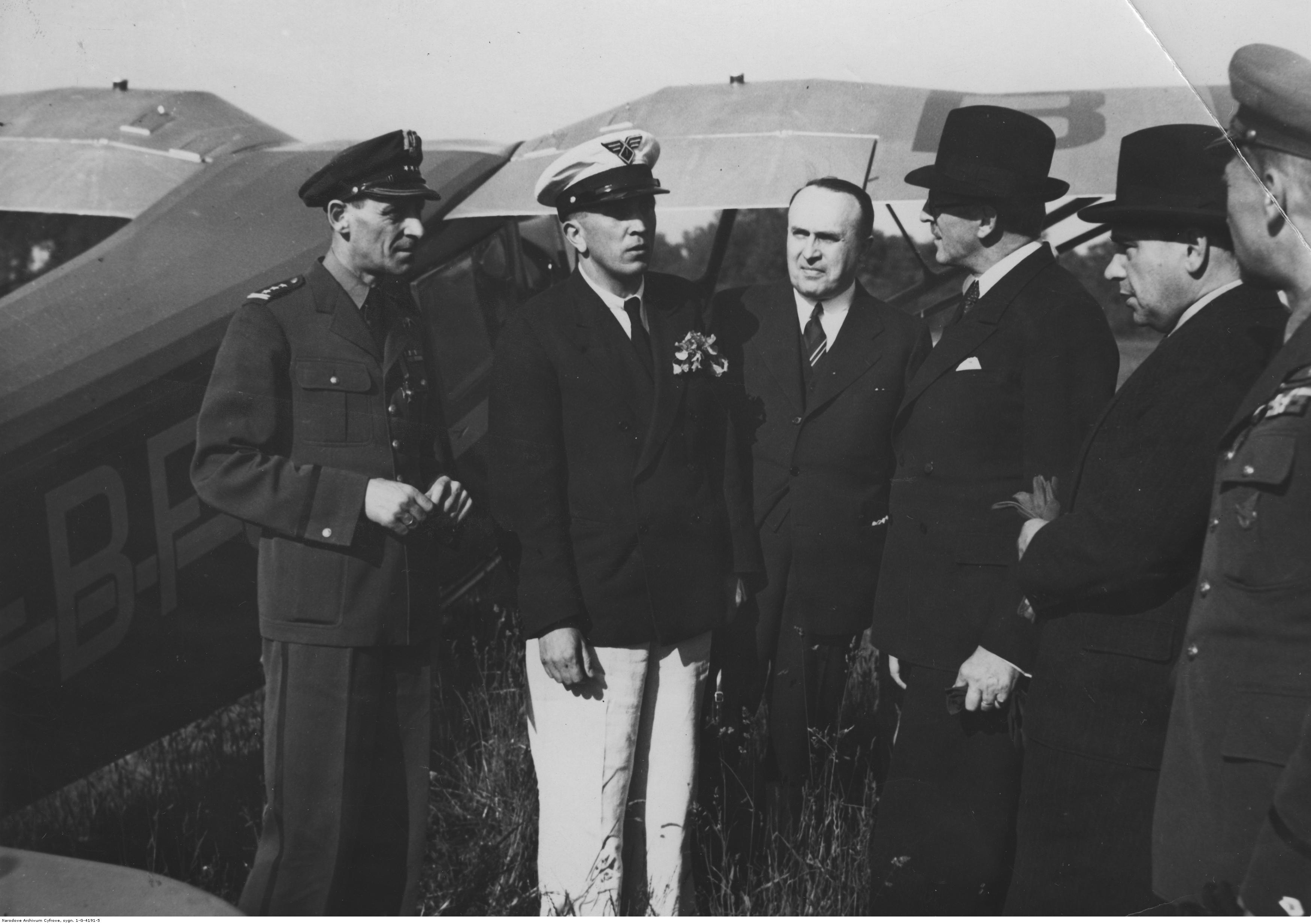
Płk Franciszek Wieden (1. z lewej) wita dyrektora PLL LOT Wacława Makowskiego po jego przelocie Los Angeles-Rzym na samolocie Lockheed L-14 Super Electra

Franciszek Wieden (ur. 6 lutego 1891 w Tarpa na Węgrzech, zm. 30 września 1944 w Blackpool) – pułkownik lotnictwa inżynier Wojska Polskiego, kawaler Orderu Virtuti Militari.

## Życiorys
Urodził się 6 lutego 1891 w Tarpa, w rodzinie Karola i Idy z Abrahamów. Absolwent lwowskiego gimnazjum (matura w 1910). Studia na wydziale budowy maszyn Politechniki Lwowskiej przerwało mu powołanie w 1914 do c. i k. armii. Wcielony do 30 pułku piechoty, następnie przeniesiony do 40 pułku piechoty w którym dowodził plutonem i kompanią. Ukończył Oficerską Szkołę Rezerwy. 5 grudnia 1917 po ukończeniu kursu obserwatorów w Wiener Neustadt, rozpoczął służbę jako oficer techniczny w 5 zapasowej kompanii lotniczej. Przeniesiony 12 czerwca 1918 do 4 kompanii lotniczej jako obserwator i oficer techniczny walczył na froncie. 
W listopadzie 1918 zgłosił się do Legii Oficerskiej gen. Bolesława Roji i walczył w wojnie polsko-ukraińskiej. Jako oficer wojsk lotniczych 7 stycznia 1919 otrzymał przydział do 9 eskadry lotniczej, po czym skierowany do Wojskowej Szkoły Lotniczej w Warszawie, a po jej zlikwidowaniu do Krakowskiej Szkoły Pilotów. Po jej ukończeniu podjął dalsze szkolenie w Wyższej Szkole Pilotów w podpoznańskiej Ławicy (od 20 grudnia 1919). Awansowany do stopnia kapitana otrzymał przydział do 21 eskadry niszczycielskiej, następnie przeniesiony do 14 eskadry wywiadowczej, potem do 5 eskadry lotniczej stacjonującej w Przemyślu. 
Po reorganizacji lotnictwa służył w 1 pułku lotniczym w Warszawie. Na Politechnice Warszawskiej ukończył studia i został przeniesiony do 3 pułku lotniczego w Poznaniu. Był w pułku oficerem taktycznym. W 1923 roku wziął udział w I Konkursie Szybowcowym w Białce. Na szybowcu M-1 zajął drugie miejsce klasyfikacji generalnej. 2 kwietnia 1924 awansował do stopnia majora, a 1 listopada rozpoczął studia zagraniczne we Francji na École Supérieure d’Aéronautique. Po ukończeniu w 1925 francuskiej szkoły został przydzielony do Wyższej Szkoły Pilotażu w Grudziądzu. Następnie pełnił funkcje szefa wydziału IV Departamentu Lotnictwa Ministerstwa Spraw Wojskowych. W 1928 uzyskał tytuł inżyniera w Wyższej Szkole Aeronautyki i Konstrukcji Mechanicznych w Paryżu. 8 lutego 1933 Franciszek Wieden został komendantem Centrum Wyszkolenia Oficerów Lotnictwa w Dęblinie. Pozostawał na tym stanowisku do października 1936. W listopadzie 1936 został dyrektorem Departamentu Lotnictwa Cywilnego Ministerstwa Komunikacji. Na stopień pułkownika został mianowany ze starszeństwem z dniem 19 marca 1937 i 1. lokatą w korpusie oficerów lotnictwa, grupa techniczna. 
Po kampanii wrześniowej przez Rumunię ewakuował się do Francji, a następnie do Anglii, gdzie otrzymał numer służbowy RAF P-1484. Od lipca 1940 szef wydziału personalnego Inspektoratu Polskich Sił Powietrznych w Londynie. Następnie był komendantem Ośrodka Wyszkolenia Ziemnego. W Blackpool od 1941 pełnił różne stanowiska w bazie PSP.
Od 1924 był mężem Zofii Langer.
Zmarł w szpitalu Victoria w Blackpool i został pochowany na cmentarzu Layton (grób nr B 500).

## Ordery i odznaczenia
- Krzyż Srebrny Orderu Wojskowego Virtuti Militari nr 8102
- Krzyż Oficerski Orderu Odrodzenia Polski
- Krzyż Kawalerski Orderu Odrodzenia Polski (11 listopada 1936)[12]
- Krzyż Walecznych (dwukrotnie w 1920)
- Złoty Krzyż Zasługi (10 listopada 1928)[13][1]
- Medal Pamiątkowy za Wojnę 1918–1921[14]
- Medal Dziesięciolecia Odzyskanej Niepodległości[14]
- Brązowy Medal za Długoletnią Służbę[1]
- Polowa Odznaka Pilota[14]
- Wielki Komandor Orderu Feniksa (Grecja, 1937)[15]
- Krzyż Komandorski Orderu Zasługi Wojskowej (Bułgaria, 1936)[16]
- Order Gwiazdy Rumunii (Rumunia)
- Medal Zasługi Wojskowej (Austro-Węgry)
- Krzyż Wojskowy Karola (Austro-Węgry)
- czechosłowacka Odznaka Pilota (1929)[17]
- francuska Odznaka Pilota (1929)[17]